# CO2 is Green
CO2 is Green es una organización sin fines de lucro que apoya las política públicas sobre temas ambientales contrarias a la Opinión científica sobre el cambio climático. Un enfoque principal de la organización son las propuestas federales que pueden "interferir con la dependencia de la naturaleza del dióxido de carbono". CO2 is Green no ve el dióxido de carbono como un contaminante y aboga por leyes y regulaciones federales para apoyar este pensamiento.

## Fundadores y financiación
La campaña CO2 is Green fue realizada por H. Leighton Steward y Corbin Robertson. Steward se jubiló en 2000 y fue vicepresidente de Burlington Resources, una compañía de petróleo y gas con sede en Houston comprada por ConocoPhillips en 2006.  Robertson, director ejecutivo de Natural Resource Partners, propietario de recursos de carbón con sede en Houston. Mufson también declaró que Steward y Robertson habían comenzado la campaña con alrededor de $ 1 millón, y que tanto CO2 is Green como una organización relacionada, Plants Need CO2, ha solicitado el estatus 501c3. En cuanto a la razón por la que lanzó la campaña, Steward dijo: "No voy a recibir un centavo por esto" y "Es algo que pensé que la gente debería saber". Además, según Kate Sheppard, Steward también es el director honorario del American Petroleum Institute.

## Recepción
La organización niega el consenso científico sobre cambio climático y argumenta en contra de las acciones propuestas para  mitigar el calentamiento global. Con este fin, la organización ha comprado anuncios en los principales periódicos, como "The Washington Post", así como anuncios de televisión, los cuales argumentan que las medidas propuestas para reducir las emisiones de dióxido de carbono tendrían efectos económicos y ambientales perjudiciales, que el dióxido de carbono no es la principal causa del calentamiento global y que, de acuerdo con el nombre de la organización, el aumento de los niveles de dióxido de carbono atmosférico tendría efectos ambientales positivos; por ejemplo, el anuncio de televisión afirma que "niveles de CO2 más altos que los que tenemos hoy ayudaría a los ecosistemas de la Tierra ", y el anuncio en el Washington Post afirma que el proyecto de ley Waxman-Markey "se basa en la falsa premisa de que el CO2 creado por el hombre es una de las principales causas del cambio climático", pero "la evidencia empírica real indica que no lo es." Los anuncios han recibido muchas críticas; por ejemplo, Leo Hickman escribió que el anuncio "sería casi divertido si no fuera tan deprimente".